# Will My Parents Come to See Me
Will My Parents Come to See Me ist ein Kurzfilm von Mo Harawe, der im Februar 2022 bei der Berlinale seine Premiere feierte.

## Inhalt
Eine Polizistin begleitet einen jungen Insassen namens Farah, der zum Tode verurteilt wurde, bei seinen letzten Stunden in einer somalischen Strafvollzugsanstalt. Um die beiden herum hat die Vorbereitung für die Hinrichtung begonnen. Farah wird von einem Arzt untersucht und von einem Imam betreut. Farah wartet auf den letzten Besuch seiner Eltern.

## Produktion
Regie führte Mo Harawe, der auch das Drehbuch schrieb. Er wurde in Mogadischu geboren, lebt seit 2009 in Österreich und ist Student der Kunsthochschule Kassel.
Die Premiere erfolgte im Februar 2022 bei den Internationalen Filmfestspielen in Berlin, wo der Film in der Kurzfilmsektion „Nahaufnahmen des großen Ganzen“ gezeigt wurde. Ab Ende April 2022 erfolgten Vorstellungen bei IndieLisboa. Ende Mai 2022 wurde er bei Vienna Shorts vorgestellt. Im Dezember 2022 erfolgten Vorstellungen beim Red Sea International Film Festival. Ende Januar 2023 wird er beim Filmfestival Max Ophüls Preis gezeigt.

## Auszeichnungen
Clermont-Ferrand International Short Film Festival 2023
- Auszeichnung mit dem International Grand Prix (Mo Harawe)

Deutscher Kurzfilmpreis 2022
- Auszeichnung als Bester Kurzfilm, mehr als 10 Minuten bis 30 Minuten Laufzeit[8]

Europäischer Filmpreis 2022
- Nominierung als Bester Kurzfilm[9]

KFFK/Kurzfilmfestival Köln 2022
- 1. Jurypreis im Deutschen Wettbewerb[10]

Filmfest Dresden 2023
- Nominierung im Internationalen Wettbewerb (Mo Harawe)[11]

Filmschoolfest Munich 2022
- Auszeichnung mit dem Panther-Preis (Mo Harawe)[12]

Internationale Kurzfilmtage Winterthur 2022
- Nominierung im Internationalen Wettbewerb[13]

Österreichischer Filmpreis 2023
- Auszeichnung als Bester Kurzfilm

Red Sea International Film Festival 2022
- Auszeichnung mit dem Silver Yusr im Kurzfilmwettbewerb[14]

Vienna Shorts 2022
- Auszeichnung als Bester österreichischer Film mit dem Wiener Kurzfilmpreis